# Ростовская область

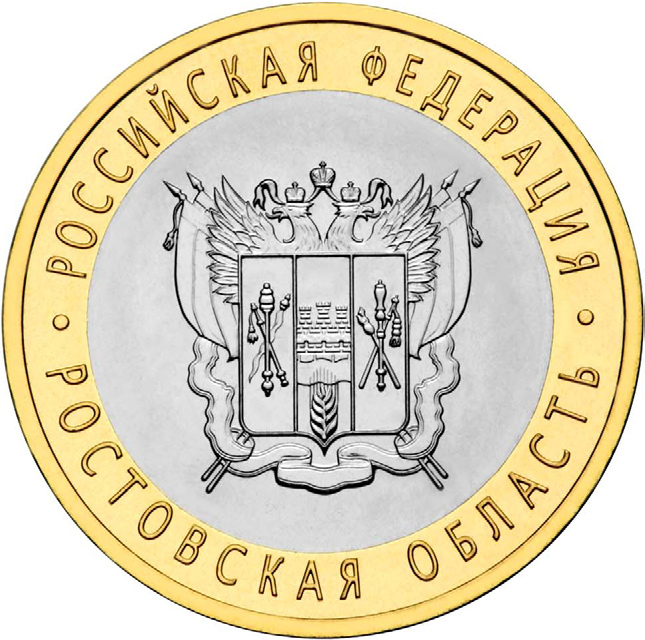
Реверс памятной монеты Банка России

Росто́вская о́бласть — субъект Российской Федерации на юге европейской части России, входит в состав Южного федерального округа.
Административный центр — город Ростов-на-Дону.
На востоке Ростовская область граничит с Волгоградской областью, на севере — с Воронежской, на юге — с Краснодарским и Ставропольским краями, Республикой Калмыкия, на западе — с Донецкой и Луганской областями Украины.

## История
Согласно указу 18(29).12.1707 года в числе первых 8 губерний, в ходе губернской реформы 1707—1710 гг., была образована Азовская губерния. Административным центром Азовской губернии был город-крепость Азов.
В XIX веке практически вся территория современной Ростовской области России входила в состав области Войска Донского — административно-территориальной единицы Российской империи, населённой донскими казаками и управлявшейся по особому положению. С 1786 года официально называлась землёй Войска Донского, в 1870—1918 гг. — Областью Войска Донского.
В 1835 году земля Войска Донского была разделена на семь административных округов[4] «начальств»: Черкасский (окружное управление в г. Новочеркасск), 1-й Донской (станица Ведерниковская), 2-й Донской (станица Нижне-Чирская), Усть-Медведицкий (станица Усть-Медведицкая), Донецкий (станица Каменская), Хопёрский (станица Алексеевская), Миусский (слобода Голодаевка)
К началу XX века область Войска Донского состояла из девяти округов: 1-го Донского, 2-го Донского, Донецкого, Ростовского, Усть-Медведицкого, Хопёрского, Черкасского, Сальского и Таганрогского. В 1918 году из частей Усть-Медведицкого, Донецкого и Хопёрского округов был образован Верхне-Донской округ. После Февральской революции в Области Войска Донского была восстановлена власть Казачьего круга (парламента) и Войскового атамана (избираемого кругом).
После Октябрьской революции Донское войсковое правительство во главе с Войсковым атаманом А. М. Калединым отказалось признать большевиков и оказало вооружённое сопротивление. К концу февраля 1918 года силы Каледина были разгромлены, Новочеркасск и Ростов-на-Дону — заняты Красной армией. Атаман Каледин покончил жизнь самоубийством, его преемник атаман Назаров был расстрелян.
На территории области Войска Донского была провозглашена Донская Советская Республика. В марте 1918 года началось восстание казаков против большевиков, в результате которого в мае 1918 года в Новочеркасске было провозглашено создание Всевеликого Войска Донского — государственного образования, временно (до восстановления легитимной российской власти) независимого. Верховная исполнительная власть передавалась выборному атаману, законодательно-совещательные функции оставались за кругом. Флагом Всевеликого Войска Донского стало трёхцветное полотнище с горизонтальными полосами: синей, жёлтой и красной, которые символизировали единство трёх народов Дона: казаков, калмыков и русских.
В 1918 году Таганрог кратковременно был местом пребывания Народного секретариата и правительства Украинской советской республики.
В 1919 году в Таганроге располагалась Ставка Деникина — Главнокомандующего Вооружённых сил на Юге России.
В 1923 году в составе Донецкой губернии Украинской ССР были образованы Таганрогский округ с центром в Таганроге и Шахтинский округ с центром в городе Шахты.
2 июня 1924 года Шахтинский округ вошёл в состав Юго-Восточной области РСФСР, переименованной 17 октября 1924 года в Северо-Кавказский край.
1 октября 1924 года Таганрогский округ вошёл в состав Юго-Восточной области РСФСР.
16 июня 1925 года к Шахтинскому округу была присоединена территория упразднённого Морозовского округа.
В 1929—1930 годах Таганрог был центром укрупнённого Донского округа Северо-Кавказского края.
13 сентября 1937 года постановлением ЦИК СССР Азово-Черноморский край был разделён на Краснодарский край с центром в городе Краснодаре и Ростовскую область с центром в городе Ростове-на-Дону. 15 января 1938 года Верховный Совет СССР утвердил создание данных регионов. Через полгода Верховный Совет РСФСР подтвердил данное решение.
Первым руководителем области (Первым секретарём областного комитета ВКП(б)) был назначен видный деятель ЧК/ОГПУ/НКВД Е. Г. Евдокимов.
В годы Великой Отечественной войны 665 000 жителей области ушли сражаться на фронт. Вернулось около 340 000 человек.
С 1954 года по 1957 год города Каменск-Шахтинский, Красный Сулин, Миллерово, Новошахтинск, Шахты и Алексеево-Лозовский, Базковский, Белокалитвенский, Боковский, Верхнедонской, Вёшенский, Волошинский, Глубокинский, Зверевский, Каменский, Кашарский, Киевский, Колушкинский, Константиновский, Красногвардейский, Криворожский, Литвиновский, Мальчевский, Мигулинский, Милютинский, Морозовский, Николаевский, Обливский, Октябрьский, Раздорский, Селивановский, Скосырский, Тарасовский, Тацинский, Цимлянский, Чернышевский, Чертковский районы входили в состав Каменской области.
1 октября 1958 года — за выдающиеся успехи, достигнутые трудящимися Ростовской области в деле увеличения производства зерна и других продуктов сельского хозяйства, за успешное выполнение высоких социалистических обязательств по продаже государству в 1958 году 136 миллионов пудов хлеба, Ростовская область была награждена орденом Ленина.
В 2007 году Банком России была выпущена памятная биметаллическая монета номиналом 10 рублей, посвящённая Ростовской области.

## Физико-географическая характеристика
Расстояние по прямой от Москвы — 756 км.

### Гидрография

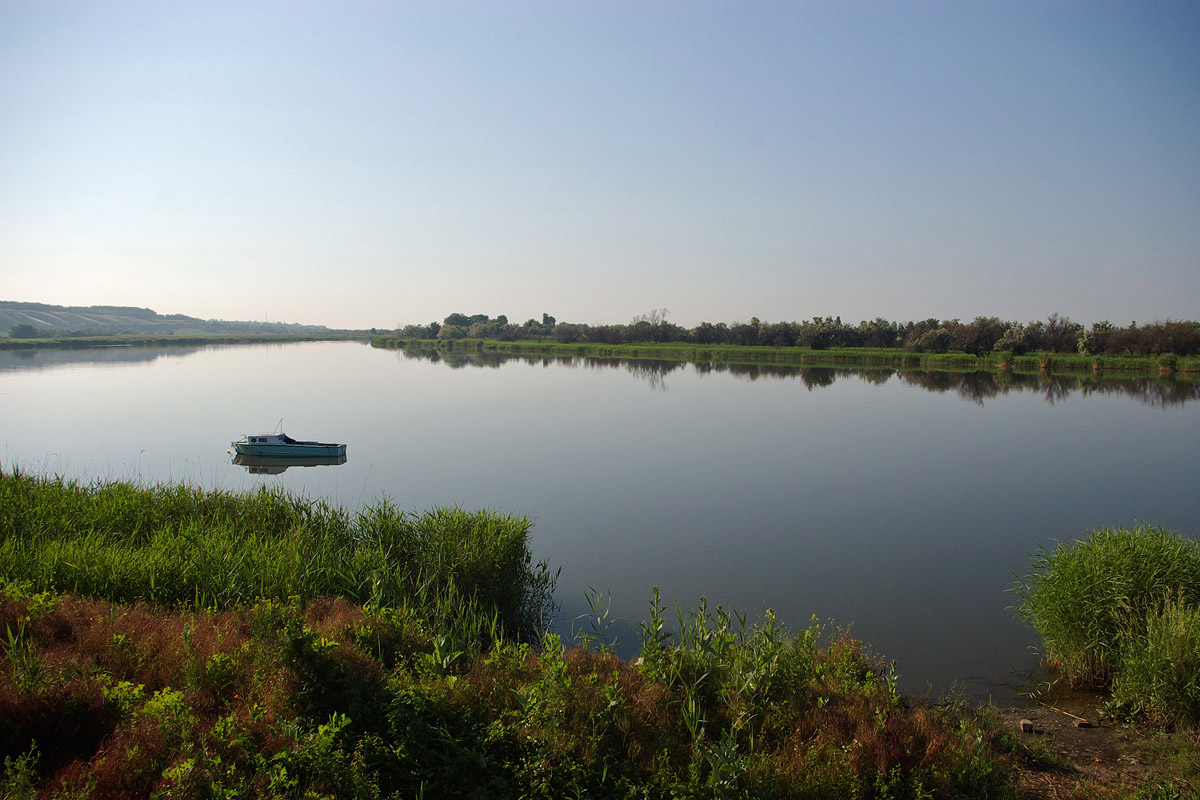
Река Мёртвый Донец, типичный пейзаж западной части Ростовской области

На территории области протекает одна из крупнейших рек Европы — Дон (длина 1870 км), расположено Цимлянское водохранилище (объём 24 млрд м³). Судоходны основные притоки Дона — реки Северский Донец и Маныч. Озёра занимают лишь 0,4 % территории области. Часть гидроэнергетического потенциала реализуется на Цимлянской ГЭС в размере 630 млн кВт·ч. На юго-западе область омывается Таганрогским заливом Азовского моря.

### Геология
Минеральное сырьё включает группу топливно-энергетических ресурсов, среди них — каменные угли Восточного Донбасса, в особенности антрацит, самый лучший в мире по калорийности. Разрабатываются месторождения нерудного сырья для металлургии и производства строительных материалов. Разведанные запасы газа оцениваются в 56,2 млрд м³. Имеются также месторождения железной руды, флюсовых известняков, строительных материалов, поваренной соли, природного газа.

### Растительность

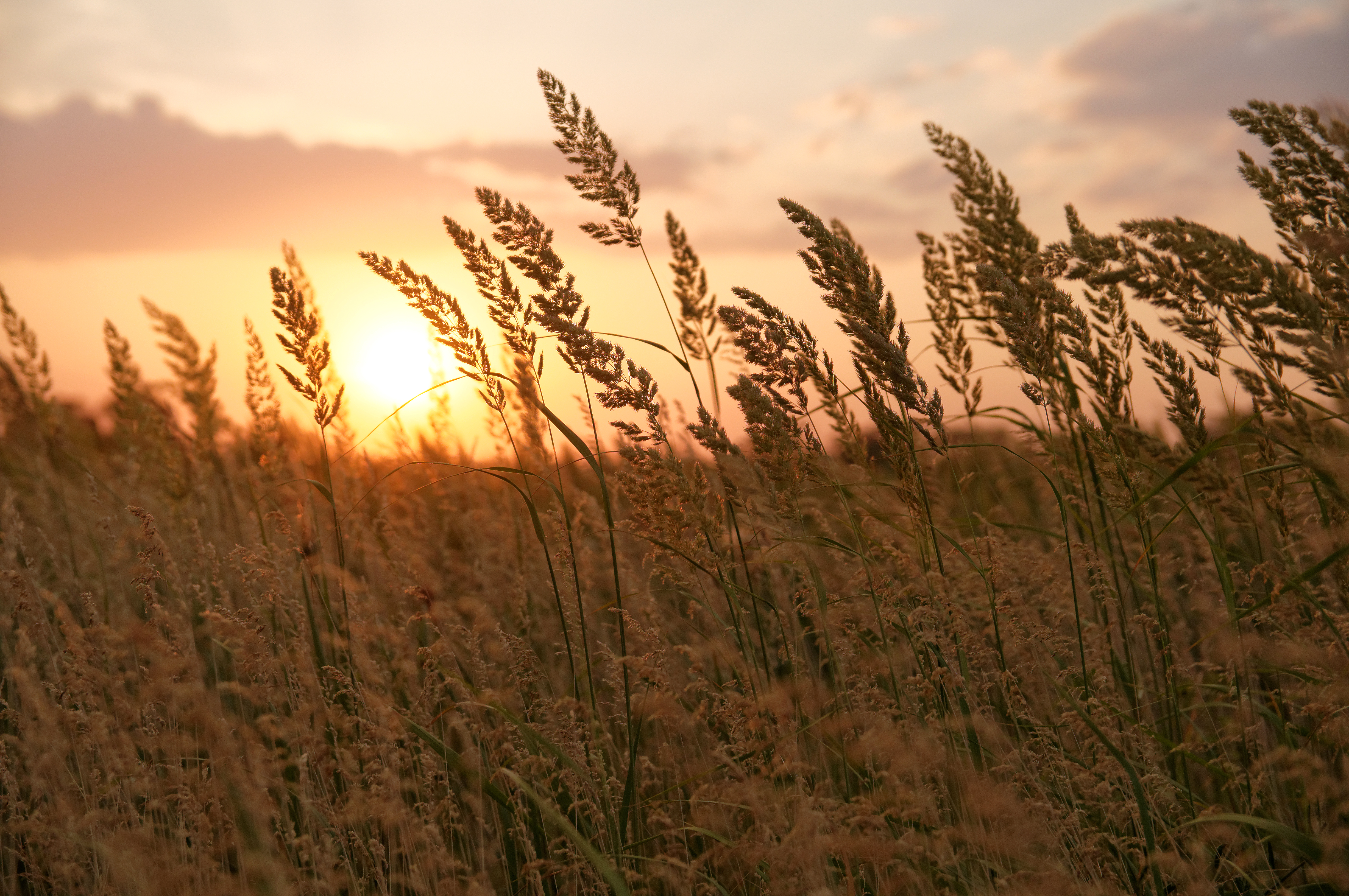
Степные злаки в поле, Ростов-на-Дону

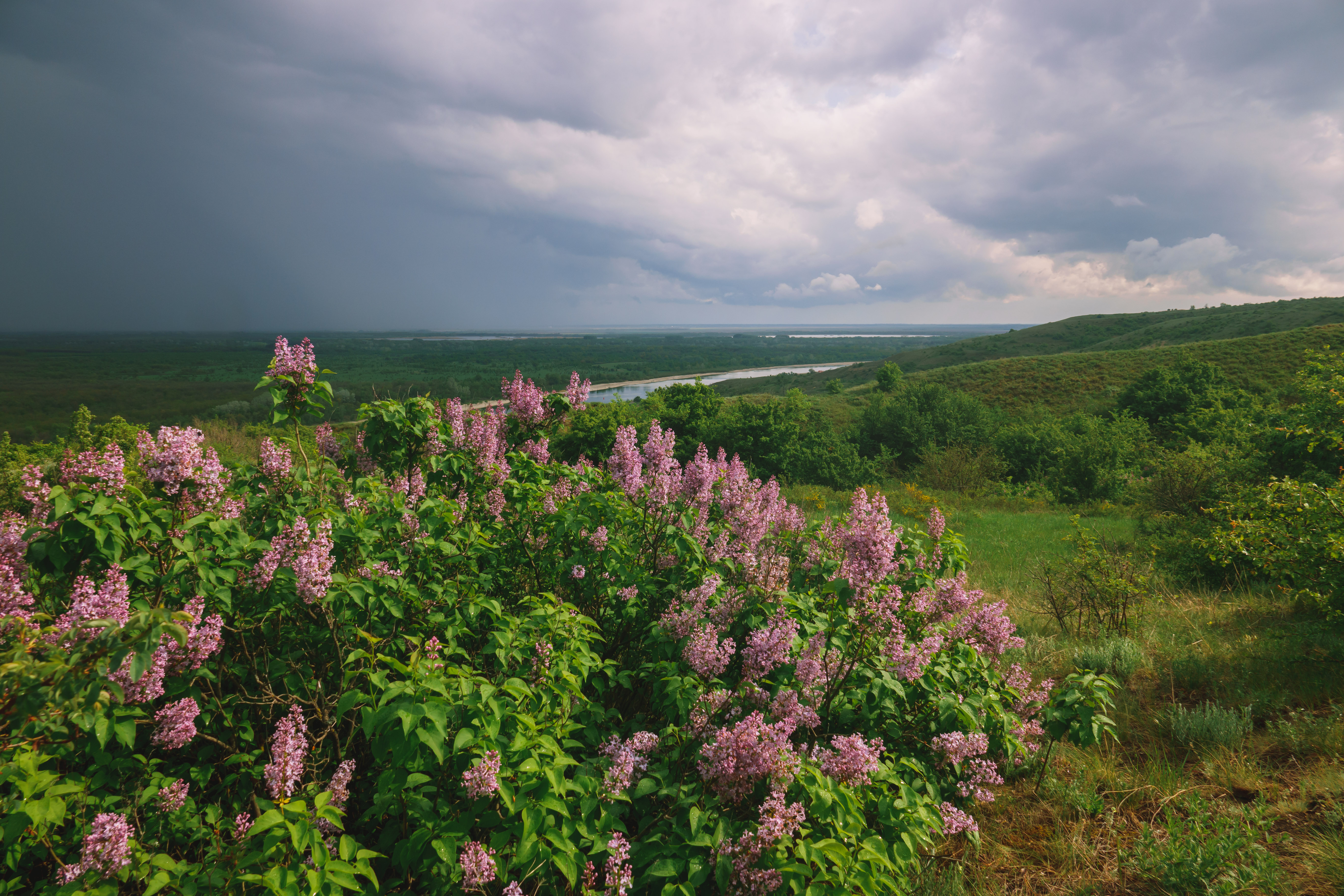
Дикая сирень на Раздорских склонах, Усть-Донецкий район

Лесной фонд области невелик (2,4 % территории области) и большей частью представлен искусственными лесами, выполняющими водоохранные и защитные функции (70 % от общей площади земель лесного фонда).
Шолохов в Тихом Доне в числе степных трав перечисляет аржанец, ковыль, пырей, имурку, сурепку, белену, молочай, полынь, ландыш, донник, овсюг, шалфей, железняк, фиалку, татарник и тюльпан. Из деревьев и кустов упомянуты верба, боярышник, ежевика, чернотал, черноклён, шиповник, ольха, калина, ясень, осина, дуб и тополь.

### Животный мир
Животный мир представлен кузнечиками, лягушками, сомами, судаками, сазанами, волками, зайцами, лисами, сусликами, сурками, воронами, вальдшнепами, дроздами, жаворонками, чибисами, коростелями, куропатками, перепелами, утками, дрофами, казарками, стрепетами, соловьями, лебедями и коршунами и так же желательно внесения в Красную Книгу Ростовской области паука-птицееда Atypus находки последний которого были произведены в районе станицы Трёхостровской соседней Волгоградской области и Лискинского и Кантимировского районов Воронежской области в середине 2000-х годов.
В Ростовской области имеется несколько отдельно стоящих гор в разных районах области.

## Административно-территориальное деление

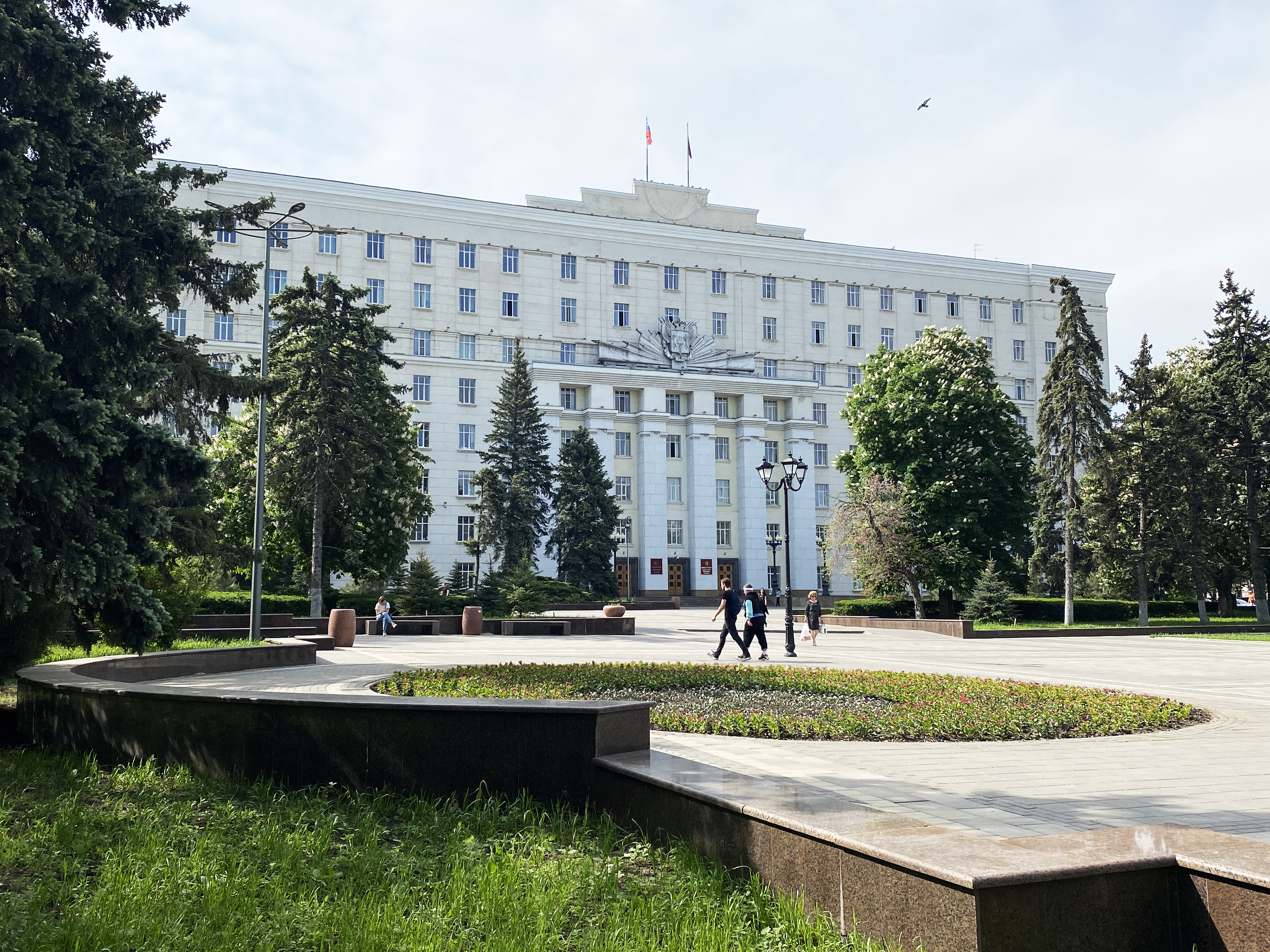
Здание администрации Ростовской области

Согласно Закону «Об административно-территориальном устройстве Ростовской области», субъект РФ включает:
- 55 административно-территориальных образований:
  - 12 городских округов
  - 43 муниципальных районов
- 408 административно-территориальных единиц:
  - 18 городских поселений
  - 390 сельских поселений.

Они в рамках административно-территориального устройства включают населённые пункты и районы в городе.
Административным центром Ростовской области является город Ростов-на-Дону.
Город Ростов-на-Дону состоит из 8 районов:
1. Ворошиловский район
2. Железнодорожный район
3. Кировский район
4. Ленинский район
5. Октябрьский район
6. Первомайский район
7. Пролетарский район
8. Советский район

В рамках муниципального устройства области, в границах административно-территориальных образований и административно-территориальных единиц области были образованы 463 муниципальных образования:
- 12 городских округов
- 43 муниципальных районов
  - 18 городских поселений
  - 390 сельских поселений

Городские округа и муниципальные районы
| № на карте           | Название                 | ОКАТО  | ОКТМО  | Население, человек | Административный центр         |
| -------------------- | ------------------------ | ------ | ------ | ------------------ | ------------------------------ |
| Городские округа     |                          |        |        |                    |                                |
| I                    | город Ростов-на-Дону     | 60 401 | 60 701 | ↘1 135 968         | город Ростов-на-Дону           |
| II                   | город Азов               | 60 404 | 60 704 | ↘79 872            | город Азов                     |
| III                  | город Батайск            | 60 407 | 60 707 | ↘124 987           | город Батайск                  |
| IV                   | город Волгодонск         | 60 412 | 60 712 | ↘162 908           | город Волгодонск               |
| V                    | город Гуково             | 60 415 | 60 715 | ↘60 361            | город Гуково                   |
| VI                   | город Донецк             | 60 417 | 60 717 | ↘46 623            | город Донецк                   |
| VII                  | город Зверево            | 60 418 | 60 718 | ↗20 231            | город Зверево                  |
| VIII                 | город Каменск-Шахтинский | 60 419 | 60 719 | ↘82 425            | город Каменск-Шахтинский       |
| IX                   | город Новочеркасск       | 60 427 | 60 727 | ↘160 529           | город Новочеркасск             |
| X                    | город Новошахтинск       | 60 430 | 60 730 | ↘100 738           | город Новошахтинск             |
| XI                   | город Таганрог           | 60 437 | 60 737 | ↘240 055           | город Таганрог                 |
| XII                  | город Шахты              | 60 440 | 60 740 | ↘219 111           | город Шахты                    |
| Муниципальные районы |                          |        |        |                    |                                |
| 1                    | Азовский                 | 60 201 |        | ↗107 022           | город Азов                     |
| 2                    | Аксайский                | 60 202 |        | ↗121 433           | город Аксай                    |
| 3                    | Багаевский               | 60 205 |        | ↘32 705            | станица Багаевская             |
| 4                    | Белокалитвинский         | 60 206 |        | ↗91 684            | город Белая Калитва            |
| 5                    | Боковский                | 60 207 |        | ↘13 533            | станица Боковская              |
| 6                    | Верхнедонской            | 60 208 |        | ↗18 004            | станица Казанская              |
| 7                    | Веселовский              | 60 209 |        | ↗25 847            | посёлок Весёлый                |
| 8                    | Волгодонской             | 60 212 |        | ↗34 043            | станица Романовская            |
| 9                    | Дубовский                | 60 213 |        | ↘20 555            | село Дубовское                 |
| 10                   | Егорлыкский              | 60 215 |        | ↘30 759            | станица Егорлыкская            |
| 11                   | Заветинский              | 60 217 |        | ↘15 621            | село Заветное                  |
| 12                   | Зерноградский            | 60 218 |        | ↗53 161            | город Зерноград                |
| 13                   | Зимовниковский           | 60 219 |        | ↘32 617            | посёлок Зимовники              |
| 14                   | Кагальницкий             | 60 222 |        | ↗28 826            | станица Кагальницкая           |
| 15                   | Каменский                | 60 223 |        | ↗42 415            | пгт Глубокий                   |
| 16                   | Кашарский                | 60 224 |        | ↘20 030            | слобода Кашары                 |
| 17                   | Константиновский         | 60 225 |        | ↗30 952            | город Константиновск           |
| 18                   | Красносулинский          | 60 226 |        | ↘71 932            | город Красный Сулин            |
| 19                   | Куйбышевский             | 60 227 |        | ↘13 335            | село Куйбышево                 |
| 20                   | Мартыновский             | 60 230 |        | ↗34 709            | слобода Большая Мартыновка     |
| 21                   | Матвеево-Курганский      | 60 231 |        | ↗41 158            | посёлок Матвеев Курган         |
| 22                   | Миллеровский             | 60 232 |        | ↗65 050            | город Миллерово                |
| 23                   | Милютинский              | 60 233 |        | ↗13 020            | станица Милютинская            |
| 24                   | Морозовский              | 60 234 |        | ↘36 066            | город Морозовск                |
| 25                   | Мясниковский             | 60 235 |        | ↗52 046            | село Чалтырь                   |
| 26                   | Неклиновский             | 60 236 |        | ↗88 623            | село Покровское                |
| 27                   | Обливский                | 60 240 |        | ↘16 960            | станица Обливская              |
| 28                   | Октябрьский              | 60 241 |        | ↗73 176            | пгт Каменоломни                |
| 29                   | Орловский                | 60 242 |        | ↘33 029            | посёлок Орловский              |
| 30                   | Песчанокопский           | 60 244 |        | ↗26 804            | село Песчанокопское            |
| 31                   | Пролетарский             | 60 245 |        | ↗33 601            | город Пролетарск               |
| 32                   | Ремонтненский            | 60 247 |        | ↘16 688            | село Ремонтное                 |
| 33                   | Родионово-Несветайский   | 60 248 |        | ↘21 878            | слобода Родионово-Несветайская |
| 34                   | Сальский                 | 60 250 |        | ↗104 206           | город Сальск                   |
| 35                   | Семикаракорский          | 60 251 |        | ↘48 126            | город Семикаракорск            |
| 36                   | Советский                | 60 252 |        | ↘5974              | станица Советская              |
| 37                   | Тарасовский              | 60 253 |        | ↘27 087            | посёлок Тарасовский            |
| 38                   | Тацинский                | 60 254 |        | ↗34 511            | станица Тацинская              |
| 39                   | Усть-Донецкий            | 60 255 |        | ↘30 617            | пгт Усть-Донецкий              |
| 40                   | Целинский                | 60 256 |        | ↗29 957            | посёлок Целина                 |
| 41                   | Цимлянский               | 60 257 |        | ↗35 069            | город Цимлянск                 |
| 42                   | Чертковский              | 60 258 |        | ↘30 359            | посёлок Чертково               |
| 43                   | Шолоховский              | 60 211 |        | ↗25 180            | станица Вёшенская              |

## Органы власти
Систему органов государственной власти Ростовской области, образуемые в соответствии с Уставом, составляют:
- Законодательное Собрание Ростовской области (высший и единственный орган законодательной (представительной) власти)
- Губернатор Ростовской области (высшее должностное лицо Ростовской области)
- Правительство Ростовской области (высший орган исполнительной власти)

## Население
| 1941       | 1944       | 1959       | 1970       | 1979       | 1987       | 1989       | 1990       | 1991       | 1992       | 1993       | 1994       |
| ---------- | ---------- | ---------- | ---------- | ---------- | ---------- | ---------- | ---------- | ---------- | ---------- | ---------- | ---------- |
| 2 979 200  | ↘2 177 600 | ↗3 311 747 | ↗3 831 262 | ↗4 080 647 | ↗4 290 000 | ↗4 308 654 | ↘4 307 956 | ↗4 344 528 | ↗4 370 389 | ↗4 404 578 | ↗4 438 295 |
| 1995       | 1996       | 1997       | 1998       | 1999       | 2000       | 2001       | 2002       | 2003       | 2004       | 2005       | 2006       |
| ↗4 481 882 | ↗4 490 759 | ↗4 495 520 | ↘4 487 864 | ↘4 475 367 | ↘4 454 446 | ↘4 439 314 | ↘4 404 013 | ↘4 396 672 | ↘4 365 594 | ↘4 334 353 | ↘4 303 546 |
| 2007       | 2008       | 2009       | 2010       | 2011       | 2012       | 2013       | 2014       | 2015       | 2016       | 2017       | 2018       |
| ↘4 275 978 | ↘4 254 421 | ↘4 241 821 | ↗4 277 976 | ↘4 275 223 | ↘4 260 643 | ↘4 254 613 | ↘4 245 532 | ↘4 242 080 | ↘4 236 000 | ↘4 231 355 | ↘4 220 452 |
| 2019       | 2020       | 2021       | 2022       | 2023       | 2024       | 2025       |            |            |            |            |            |
| ↘4 202 320 | ↘4 197 821 | ↗4 200 729 | ↘4 192 322 | ↘4 164 547 | ↘4 152 518 | ↘4 137 335 |            |            |            |            |            |

Численность населения области по данным Росстата составляет 4 137 335 чел. (2025). Плотность населения — 40,98 чел./км2 (2025). Городское население — 
68,77 % (2022).
Урбанизация
Доля городского населения по данным всесоюзных и всероссийских переписей:
Национальный состав
По итогам переписи населения 2020 года проживали следующие национальности (национальности менее 0,1 % и другое см. в сноске к строке «Другие»):
| Национальность | Численность, чел. | Доля     |
| -------------- | ----------------- | -------- |
| Русские        | 3 606 327         | 85,85 %  |
| Армяне         | 86 265            | 2,05 %   |
| Турки          | 40 450            | 0,96 %   |
| Украинцы       | 26 000            | 0,62 %   |
| Цыгане         | 14 625            | 0,35 %   |
| Чеченцы        | 14 316            | 0,34 %   |
| Азербайджанцы  | 12 083            | 0,29 %   |
| Даргинцы       | 9397              | 0,22 %   |
| Корейцы        | 7435              | 0,18 %   |
| Татары         | 7232              | 0,17 %   |
| Грузины        | 5318              | 0,13 %   |
| Белорусы       | 4686              | 0,11 %   |
| Узбеки         | 4313              | 0,10 %   |
| Таджики        | 4302              | 0,10 %   |
| Аварцы         | 4285              | 0,10 %   |
| Другие         | 353 695           | 8,43 %   |
| Итого          | 4 200 729         | 100,00 % |

Населённые пункты с населением:
 — от 15 000 до 49 999 человек
 — от 50 000 до 99 999 человек
 — от 100 000 до 249 999 человек
 — от 250 000 до 999 999 человек
 — более 1 000 000
Населённые пункты с численностью населения более 15 000 человек
| Ростов-на-Дону     | ↗1 143 123 |
| Таганрог           | ↘240 055   |
| Шахты              | ↘219 111   |
| Волгодонск         | ↘162 908   |
| Новочеркасск       | ↘160 529   |
| Батайск            | ↘124 987   |
| Новошахтинск       | ↘100 738   |
| Каменск-Шахтинский | ↘82 425    |
| Азов               | ↘79 872    |
| Гуково             | ↘60 361    |

| Сальск        | ↗57 937 |
| Донецк        | ↘46 623 |
| Аксай         | ↗48 372 |
| Белая Калитва | ↗40 448 |
| Красный Сулин | ↘35 697 |
| Миллерово     | ↘34 246 |
| Морозовск     | ↘24 258 |
| Зерноград     | ↗24 076 |
| Семикаракорск | ↘21 719 |
| Зверево       | ↗19 353 |

| Пролетарск     | ↗18 983 |
| Орловский      | ↘18 094 |
| Зимовники      | ↗18 070 |
| Егорлыкская    | ↘17 660 |
| Константиновск | ↗17 207 |
| Матвеев Курган | ↘15 489 |
| Багаевская     | ↗15 459 |
| Чалтырь        | ↗15 334 |

## Телефонные коды муниципальных образований
| Муниципальное образование            | Телефонный код  |
| ------------------------------------ | --------------- |
| Ростов-на-Дону                       | 863             |
| Родионово-Несветайский район         | 863 40          |
| Матвеево-Курганский район            | 863 41          |
| Азов и Азовский район                | 863 42          |
| Таганрог                             | 863 43/44/46    |
| Кагальницкий район                   | 863 459         |
| Неклиновский район                   | 863 47          |
| Куйбышевский район                   | 863 48          |
| Мясниковский район                   | 863 49          |
| Аксайский район                      | 863 50          |
| Усть-Донецкий район                  | 863 519         |
| Новочеркасск                         | 863 52          |
| Шолоховский район                    | 863 53          |
| Батайск                              | 863 54          |
| Зверево                              | 863 55          |
| Семикаракорский район                | 863 56          |
| Багаевский район                     | 863 57          |
| Веселовский район                    | 863 58          |
| Зерноградский район                  | 863 59          |
| Октябрьский район                    | 863 60          |
| Гуково                               | 863 61          |
| Шахты                                | 863 62/6305     |
| Советский район                      | 863 63          |
| Верхнедонской район                  | 863 64          |
| Каменск-Шахтинский и Каменский район | 863 65          |
| Красносулинский район                | 863 67          |
| Донецк                               | 863 68          |
| Новошахтинск                         | 863 69          |
| Егорлыкский район                    | 863 70          |
| Целинский район                      | 863 719         |
| Сальский район                       | 863 72          |
| Песчанокопский район                 | 863 732/739     |
| Пролетарский район                   | 863 749         |
| Орловский район                      | 863 75          |
| Зимовниковский район                 | 863 7639/764    |
| Дубовский район                      | 863 77          |
| Заветинский район                    | 863 782/783     |
| Ремонтненский район                  | 863 793         |
| Боковский район                      | 863 823         |
| Белокалитвинский район               | 863 83          |
| Морозовский район                    | 863 84          |
| Миллеровский район                   | 863 85          |
| Тарасовский район                    | 863 863         |
| Чертковский район                    | 863 872/874     |
| Кашарский район                      | 863 882/883     |
| Милютинский район                    | 863 89          |
| Цимлянский район                     | 863 912/914/915 |
| Волгодонск и Волгодонский район      | 863 92/947      |
| Константиновский район               | 863 93          |
| Мартыновский район                   | 863 952/953     |
| Обливский район                      | 863 96          |
| Тацинский район                      | 863 972/973     |

## Экономика
В 2011 году в итоговом рейтинге социально-экономического развития Минэкономразвития Российской Федерации Ростовская область занимала 39-е место, переместившись на 8 позиций вверх по сравнению с 2010 годом.
По данным Ростовстата, в январе-ноябре 2011 года индекс производства в Ростовской области составил 109,4 %, в то время как средний общероссийский показатель слегка превышает 105 %. 108,7 % составил индекс производства обрабатывающего сектора. Показатели объёма ввода многоквартирного жилищного строительства увеличились на 22 % по отношению к периоду января-ноября 2010 года. По итогам года в регионе произведено сельхозпродукции на 140 млрд. рублей, индекс производства составил 111,5 %.
В 2011 году к 2010 году ВРП в области вырос на 7,2 %. Индекс промпроизводства области в 2011 году составил 110,3 % к предыдущему.
Ростовская область планирует в 2012 году увеличить объём валового регионального продукта по сравнению с 2011 годом на 6,4 %. В сфере сельского хозяйства область намерена достичь прироста валовой продукции не менее чем на 2,5 %.
Доходная часть бюджета на 2012год — 112 млрд. 48,4 млн рублей, расходная — 119 млрд. 775,2 млн рублей. Таким образом, дефицит бюджета в 2012 году составил 7 млрд. 726,8 млн рублей, или 6,5 % от расходов.
В 2012 году были газифицированы все районы области. Последним районом, куда пришёл природный газ, стал Заветинский район.
В 2015 году ВРП достиг 1 триллиона 135 миллиардов рублей.
В 2021 году собственные доходы бюджета области составили 218,1 млрд руб. Расходы бюджета составили 291,9 млрд руб.

### Промышленность
На территории области развиты аграрная промышленность, пищевая-перерабатывающая промышленность, тяжёлое и сельскохозяйственное машиностроение, угольная промышленность, автомобилестроение.
Крупные промышленные предприятия (Объём реализации (выручка), млн рублей, 2011)

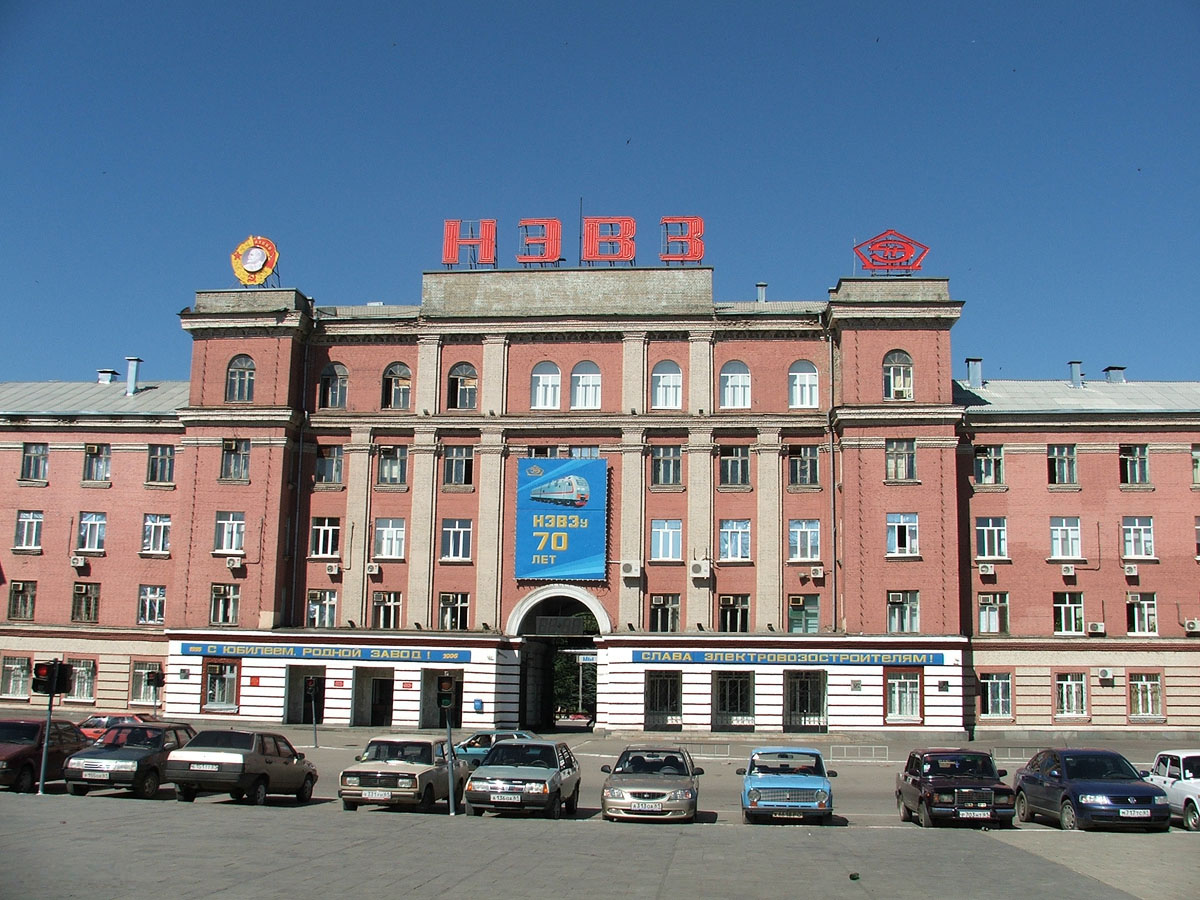
Новочеркасский электровозостроительный завод (НЭВЗ), 2006 год

- Таганрогский металлургический завод (25 724,20)
- Таганрогский котлостроительный завод «Красный котельщик», принадлежит ОАО «Эмальянс» (с февраля 2012 входит в ОАО «Силовые машины») (11 978,90)
- ТАНТК им. Бериева
- Новочеркасский электровозостроительный завод (17 146,10)
- Атоммаш
- Ростовский электрометаллургический завод (8 879,50)
- Роствертол (19 986,00)
- Ростсельмаш (16 154,80)
- Ростовская АЭС
- Цимлянская ГЭС
- Новочеркасская ГРЭС
- Новочеркасский электродный завод (5491,00)
- Новошахтинский завод нефтепродуктов (53 952,00) — вторая по размеру выручки компания в области, 5-я в ЮФО (принадлежит группе компаний «Юг Руси») и 126-е в России.
- ОАО «АСТОН» (пищевая промышленность) (17 627,00)
- ОАО «Донской Табак» (9830,30)
- АО «Клевер»
- ООО «Сальсксельмаш»

### Лёгкая промышленность
- ООО «Сальск обувь»
- ОАО «Цимлянская ковровая фабрика»
- ОАО «Глория Джинс» (15 075,70)
- ООО «Донской Пух» (Каменская пухо-перовая фабрика)
- ООО «Донецкая Мануфактура М» (принадлежит группе «Мегаполис»)
- ООО «БВН инжениринг»

Крупные предприятия
- ООО НПП «Вибробит»

### Сельское хозяйство

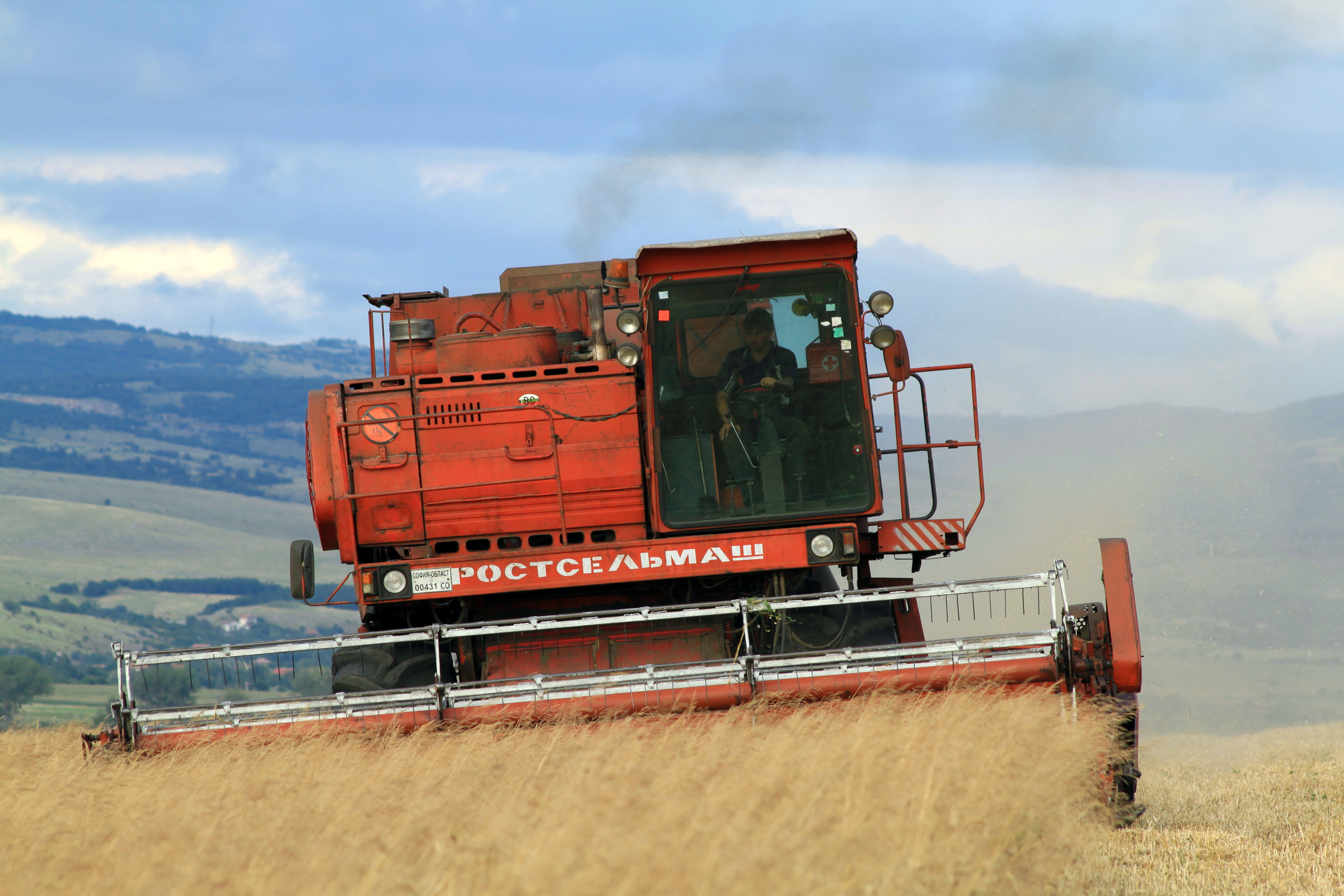
Уборка пшеницы

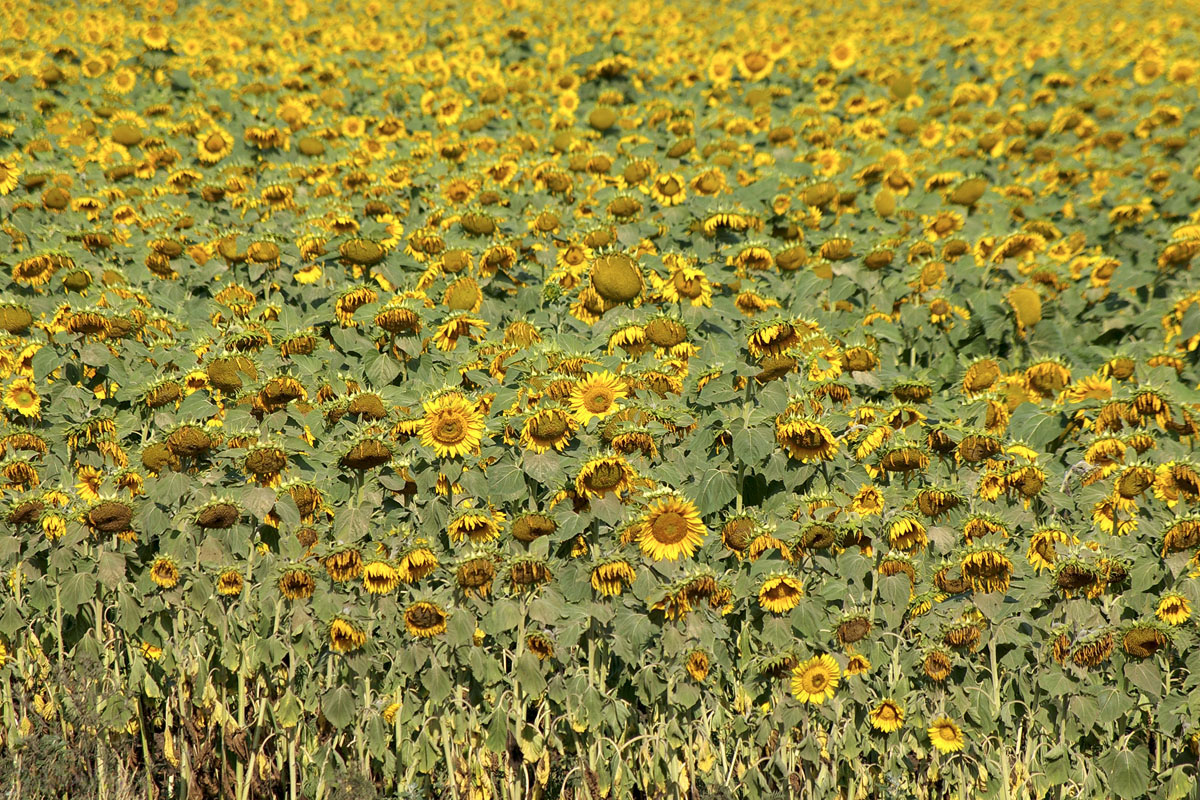
Подсолнечник на полях Ростовской области

На 1 января 2021 года сельское население — 1 330 696 человек, 32 % населения Ростовской области.
Ростовская область — крупный производитель сельхозпродукции (4,6 % российского производства, 30,7% производства ЮФО, второе место после Краснодарского края).  По площади сельхозугодий и площади посевов зерновых культур область занимает 2-е место в России (3,9%), по плодородию пашни - 10 место. Почвенно-климатические условия области, несмотря на периодически повторяющиеся засухи, благоприятны для производства сельскохозяйственной продукции.
Область расположена на обыкновенных, южных черноземах и каштановых почвах. Черноземы занимают 64% при толщине плодородного слоя 40 – 80 см. Сельскохозяйственные угодья занимают 8,5 млн га, пашня – 5,9 млн га, в том числе орошаемая 237,5 тыс. га.
В сельхозпроизводстве – 1,2 тыс. сельхозорганизаций, порядка 8 тысяч крестьянских (фермерских) хозяйств и индивидуальных предпринимателей, осуществляющих деятельность в сфере сельского хозяйства, рыбоводства и рыболовства, 544,6 тыс. личных подсобных хозяйств граждан. Среднегодовая численность занятых в агропромышленном и рыбохозяйственном комплексах составляет 273,5 тыс. человек.
Ростовская область – в числе лидеров в России по валовым сборам зерна и подсолнечника. Перспективными направлениями АПК области также являются: прудовое рыбоводство, производство животноводческой продукции, овощей, переработка сельхозпродукции с последующим доведением до потребителя.
В Ростовской области выделяют шесть основных природно-сельскохозяйственных зон.
Северо-Западная – скотоводческо-свиноводческая с развитым зернопроизводством объединяет 9 районов: Верхнедонской, Шолоховский, Боковский, Чертковский, Миллеровский, Кашарский, Тарасовский, Каменский, Красносулинский.
Северо-Восточная – скотоводческо-зерновая с развитым свиноводством и птицеводством. В нее входят 9 районов: Морозовский, Милютинский, Обливский, Тацинский, Константиновский, Белокалитвинский, Цимлянский, Советский, Усть-Донецкий.
Центральная орошаемая – скотоводческо-овощеводческая с развитым виноградарством и рисосеянием. Включает 6 районов: Волгодонской, Мартыновский, Пролетарский, Семикаракорский, Багаевский, Веселовский.
Приазовская – скотоводческо-зерновая с развитым пригородным хозяйством. Объединяет 8 районов: Матвеево-Курганский, Куйбышевский, Мясниковский, Октябрьский, Азовский, Аксайский, Родионово – Несветайский, Неклиновский.
Южная – зерно-скотоводческая с развитым свиноводством. В ней насчитывается 6 районов: Кагальницкий, Зерноградский, Егорлыкский, Целинский, Сальский, Песчанокопский.
Восточная – овцеводческо-зерновая с развитым мясным скотоводством. В нее входят 5 районов: Орловский, Зимовниковский, Ремонтненский, Дубовский, Заветинский.

#### Растениеводство
Главная зерновая культура — озимая пшеница. Широко распространены посевы кукурузы, риса, проса, гречихи и других крупяных культур, сои. По сборам овощей область занимает пятое место в России. На промышленной основе создано садоводство и виноградарство. По сборам плодов и ягод область занимает шестое место в России.
Ростовская область один из основных регионов России по выращиванию репчатого лука. На промышленной основе он возделывается с использованием капельного орошения. Валовый сбор репчатого лука в 2021 году в области составил 104,2 тысяч тонн.
В 2022 году был поставлен рекорд за всю историю Донского края по сборам зерна —15,4 млн тонн, с урожайностью  42 ц/га.. Пшеницы намолочено 13,6 млн т, с урожайностью  44,8 ц/га. Собрано 1,9 млн т семян подсолнечника  (19,8 ц/га), сахарной свеклы 872,2 тыс. т (497,6  ц/га). Овощей открытого и закрытого грунта собрано 545,2 тыс. т , картофеля накопано 388,9 тыс. т,  с урожайностью 223,5 ц/га.
В 2023 году по производству подсолнечника область занимает 1-е место в России 2323,8 тыс. тонн (13,5% от общего по стране объема), с урожайностью 25,0 ц/га. В 2024 году посевные площади подсолнечника составили 945,1 тыс. га.  За 5 лет урожайность выросла на 31,5% (на 6,0 ц/га), за 10 лет - на 74,8% (на 10,7 ц/га).
| тыс. гектаров | 5937 | 5224,0 | 4621,7 | 3858,1 | 4180,1 | 4351,4 | 4467,8 | 4748,0 |

#### Животноводство
В животноводстве хозяйства области специализируются по следующим направлениям — молочному и мясному скотоводству, овцеводству, коневодству и птицеводству. По поголовью коров Ростовская область вышла на 4-е место в России, овец и коз — 7-е место, свиней — 12-е место, по производству скота и птицы на убой — 10-е место, молока 5-е место, яиц — третье место, шерсти — 5-е место, мёда — 5-е место, риса — 3-е место.
На 1 апреля 2021 года в хозяйствах всех категорий насчитывалось 633,4 тыс. (100,0 % к данным на 1 апреля 2020 года) голов крупного рогатого скота, из них коров 300,1 тыс. (99,4 %) голов, 346,7 тыс. (100,7 %) свиней, 1046,8 тыс. (97,2 %) овец и коз, 13,4 млн (95,4 %) птицы.
За 2021 год в Ростовской области произведено 312 тыс. тонн мяса в живом весе, 1,1 млн тонн молока, производство яиц составляет 1,4 миллиард штук в год, что превышает показатели предыдущего года: за 2020 год они составляли 253 тыс. тонн мяса в живом весе, 1096,7 тыс. тонн молока, яиц 1,7 миллиард штук в год, шерсти — более 2,9 тысячи тонн.
Средняя продуктивность коров за 2019 год во всех категориях хозяйств составила 4755 кг, при этом в сельхозорганизациях продуктивность на 1 корову составила 6486 кг (рост к уровню прошлого года составил 441 кг), в крестьянских (фермерских) хозяйствах продуктивность на 1 корову составила 5763 кг (+392 кг). Это достигнуто за счёт ввода и планомерной заменой низкопродуктивного скота более высокопродуктивным. В основном молочное скотоводство сосредоточено в Зерноградском, Кагальницком, Мясниковском, Матвеево-Курганском, Миллеровском, Неклиновском, Песчанокопском, Чертковском районах.
В области племенной завод ООО «Вера» Матвеево-Курганского района по разведению крупного рогатого скота бурой Швицкой породы и шесть племенных репродукторов по разведению Айрширской, Голштинской, Чёрно-пёстрой и Красно-пестрой пород. Численность племенного поголовья составляет 10,0 тыс. голов, в том числе коров — 4,7 тыс. голов. Удельный вес племенного скота в сельскохозяйственных организациях — 20,1 %, в том числе коров — 24,7 %.
Мясное скотоводство представлено преимущественно в восточных районах. В настоящее время в области в основном используется пастбищная система откорма скота, в связи с тем, что при данной технологии выращивания стоимость пастбищной кормовой единицы в 1,5-2 раза дешевле, чем при использовании заготавливаемых кормов. На долю скота Калмыцкой породы приходится около 90 %, имеются в наличии небольшие стада Казахской белоголовой породы (1200 голов), Герефордской (более 1000 голов), Русская комолая (300 голов), Абердин-ангусская (164 головы). Численность племенного поголовья составляет 26,3 тыс. голов, в том числе коров — 13,1 тыс. голов. Удельный вес племенного скота в сельскохозяйственных организациях — 58,4 %, в том числе коров — 70,5 %.

### Энергетика
По состоянию на сентябрь 2020 года, на территории Ростовской области эксплуатировались 13 электростанций общей мощностью 7545,7 МВт, в том числе одна АЭС, одна ГЭС, три ветроэлектростанции и восемь тепловых электростанций. В 2019 году они произвели 44 329 млн кВт·ч электроэнергии.
Теплоэнергетика
В регионе расположена крупнейшая электростанция Южного федерального округа, входящая в состав ОГК-6:
- Новочеркасская ГРЭС — 2258 МВт

Также в Ростовской области действуют тепловые станции, входящие в ООО «Лукойл-Ростовэнерго»
- Волгодонская ТЭЦ-2 — 420 МВт
- Ростовская ТЭЦ — 160 МВт
- Шахтинская ГТЭС — 100 МВт

Гидроэнергетика
В городе Цимлянске находится Цимлянская ГЭС — 211,5 МВт, входящая в ООО «Лукойл-Экоэнерго».
Атомная энергетика
В городе Волгодонске работает Ростовская АЭС — 4030 МВт.
Ветроэлектростанции

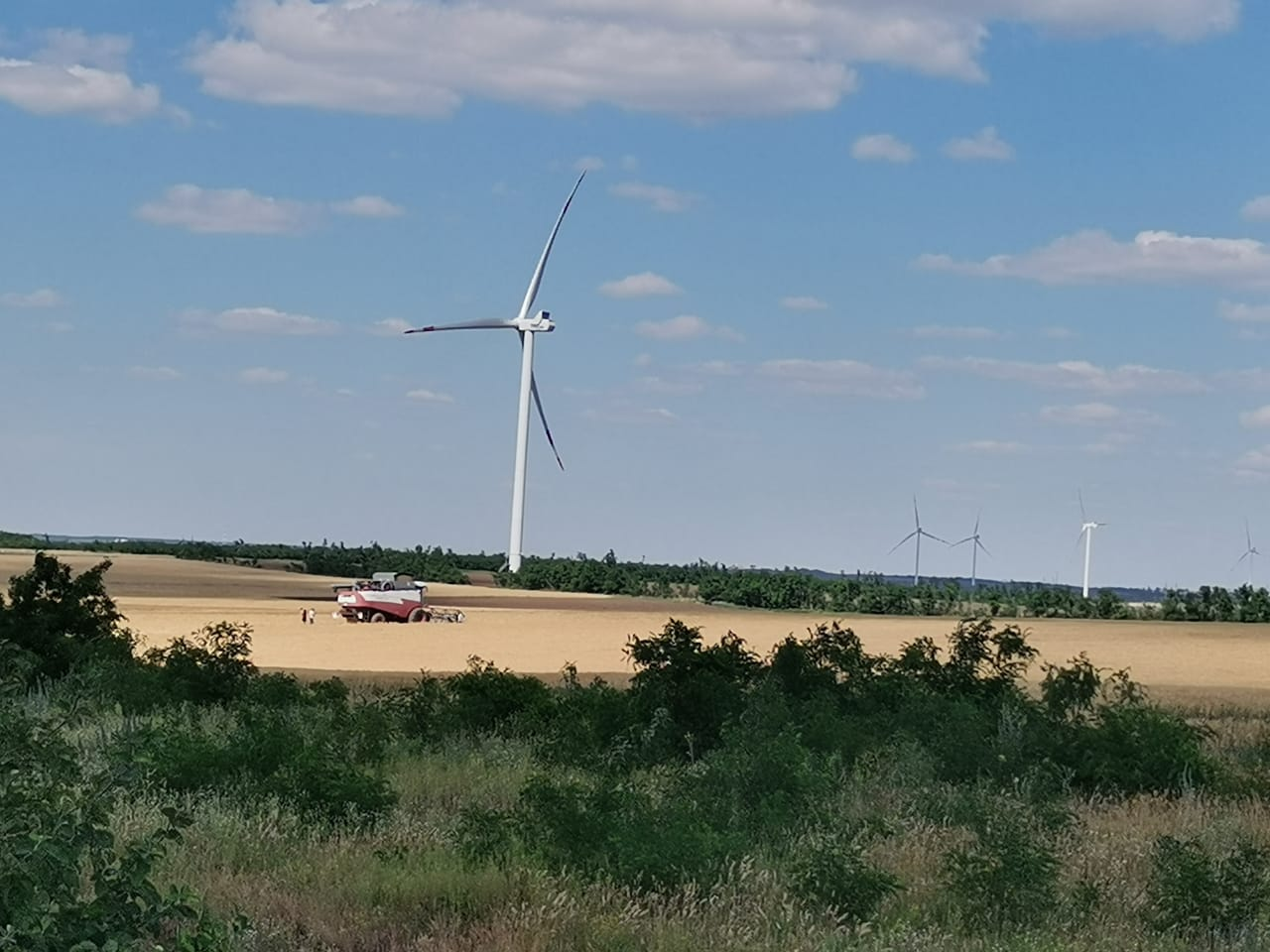
Каменская ВЭС

Ростовская область является лидером среди регионов России по использованию энергии ветра: здесь работают шесть ВЭС общей установленной мощностью 560 МВт:
- Каменская ВЭС — мощность 98,8 МВт;
- Сулинская ВЭС — мощность 98,8 МВт;
- Гуковская ВЭС — мощность 98,8 МВт;
- Марченковская ВЭС — мощность 120 МВт;
- Казачья ВЭС — 50 МВт (первая очередь. В IV квартале 2021 планируется запуск второй очереди такой же мощности);
- Азовская ВЭС — мощность 90 МВт.

### Транспорт
Автомобильный

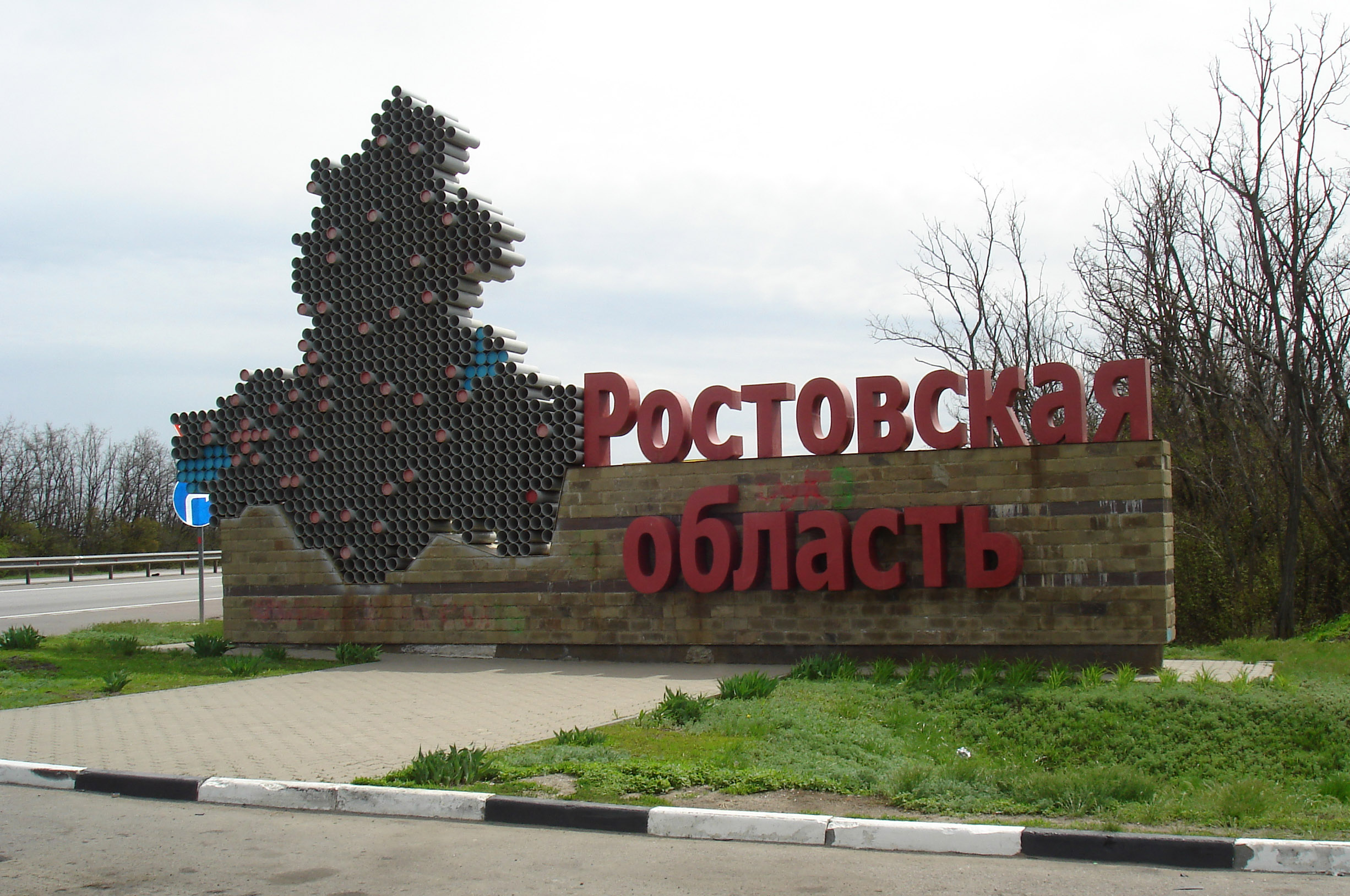
Стела на трассе со стороны Воронежской области

По территории Ростовской области проходят:
- федеральная автомагистраль М4E 115 «Дон» Москва—Новороссийск;
- автомагистраль А135 подъездная дорога М4 «Дон» — Ростов-на-Дону;
- автомагистраль Р260E 40 Волгоград — Каменск-Шахтинский — граница с Украиной;
- автомагистраль А270E 50 М4 «Дон» — Новошахтинск — граница с Украиной;
- автомагистраль А280E 58 Ростов-на-Дону — Таганрог — граница с Украиной.

Железнодорожный
В Ростовской области находятся железные дороги, относящиеся к Северо-Кавказской железной дороге. Через область проходят железнодорожные маршруты, ведущие из запада, центра страны, Сибири, Урала, Поволжья и других регионов на юг России — в регионы Южного и Северо-Кавказского федеральных округов (к морским портам Азовского, Чёрного и Каспийского морей), а также в курортные зоны Черноморского побережья Кавказа, Кавказских Минеральных Вод и другие.
Крупнейшими железнодорожными узлами Ростовской области являются Ростов-Главный, Батайск, Сальск и Лихая.
Главный железнодорожный вокзал станции Ростов-Главный имеет самый высокий пассажиропоток в Южном федеральном округе — более 3 млн пассажиров в год.
Водный
Основные водные артерии области — реки Дон и Северский Донец. Имеют статус морских портов Азовского моря и наибольший грузооборот Таганрог (2,4 млн тонн), Азов (6,6 млн тонн) и Ростов-на-Дону (12,9 млн тонн). Крупнейшим инфраструктурным проектом в низовьях реки Дон является строительство Ростовского универсального порта, на 2016 год построены его 1-й и 2-й грузовые районы. Проектируемая общая пропускная способность РУПа — 16 миллионов тонн грузов в год. Разработан по инициативе ГК «Азово-Донское пароходство».

### Торговля
Крупнейшие компании (Объём реализации, млн рублей, 2011)
- ООО «ТД „Альфа-Трейд“» (оптовая торговля) (35 010,70) — третья по размеру выручки компания в РО, 8-я в ЮФО. Занимается оптовой реализацией нефтепродуктов, и розничной — через сеть АЗС (является оператором сети АЗС «Газпром»)
- ООО «ГАЗПРОМ МежРегионГаз Ростов-на-Дону» (оптовая торговля) (25 377,50)
- ЗАО «ТНК Юг Менеджмент» (оптовая торговля) (24 469,40)
- ОАО «ЕВРАЗ Металл ИНПРОМ» (оптовая торговля) (21 818,00)
- ООО «БН-Юг» (оптовая торговля) (20 874,30)
- ООО «ОТК» (оптовая торговля) (17 121,30)
- ООО «ОмниТрейд» (оптовая торговля) (9 967,20)

### Строительство
Крупнейшие компании (Объём реализации, млн рублей, 2011)

### Банковская сфера
В Ростовской области в 1989 году на базе регионального подразделения Жилсоцбанка СССР был создан первый коммерческий банк на Юге России — Ростовсоцбанк. Банк существовал с 1989 по 1999 годы, четыре филиала банка работали в Ростове-на-Дону. Кроме того, банк имел филиалы в городах Таганрог, Шахты, Гуково, Донецк. В 1998 году Ростовсоцбанк утратил платежеспособность, однако смог до создания Системы страхования вкладов, ещё до отзыва банковской лицензии обеспечить полный возврат вкладов всем вкладчикам.
По состоянию на 2022 год в Ростовской области работают 7 региональных кредитных организаций и 21 банковский филиал. Лидирующие позиции занимают Сбербанк, ВТБ, «Альфа-Банк», Росбанк, КБ «Центр-инвест» и АКБ «Фора-Банк».

### Туризм

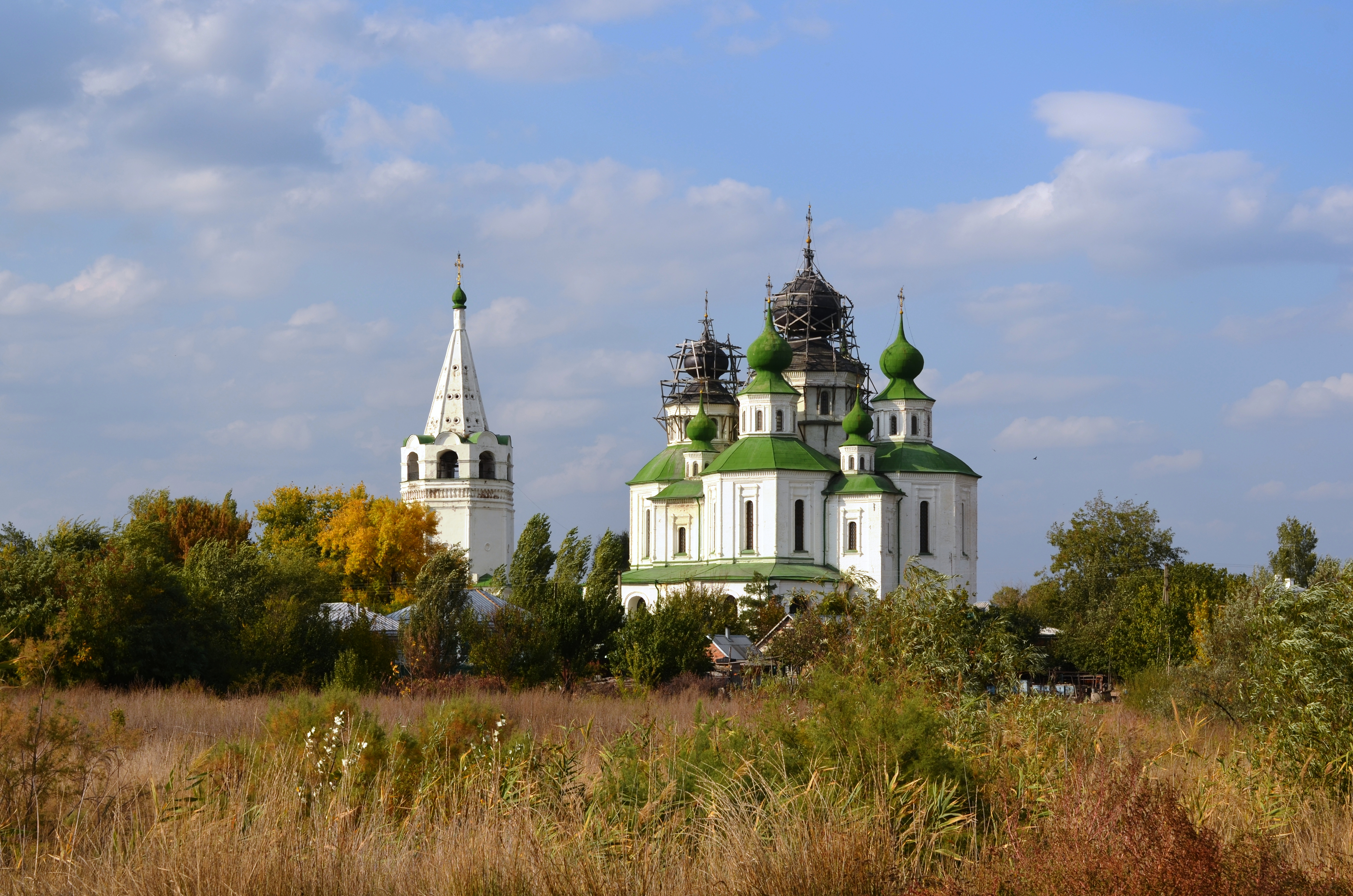
Войсковой Воскресенский собор в станице Старочеркасская

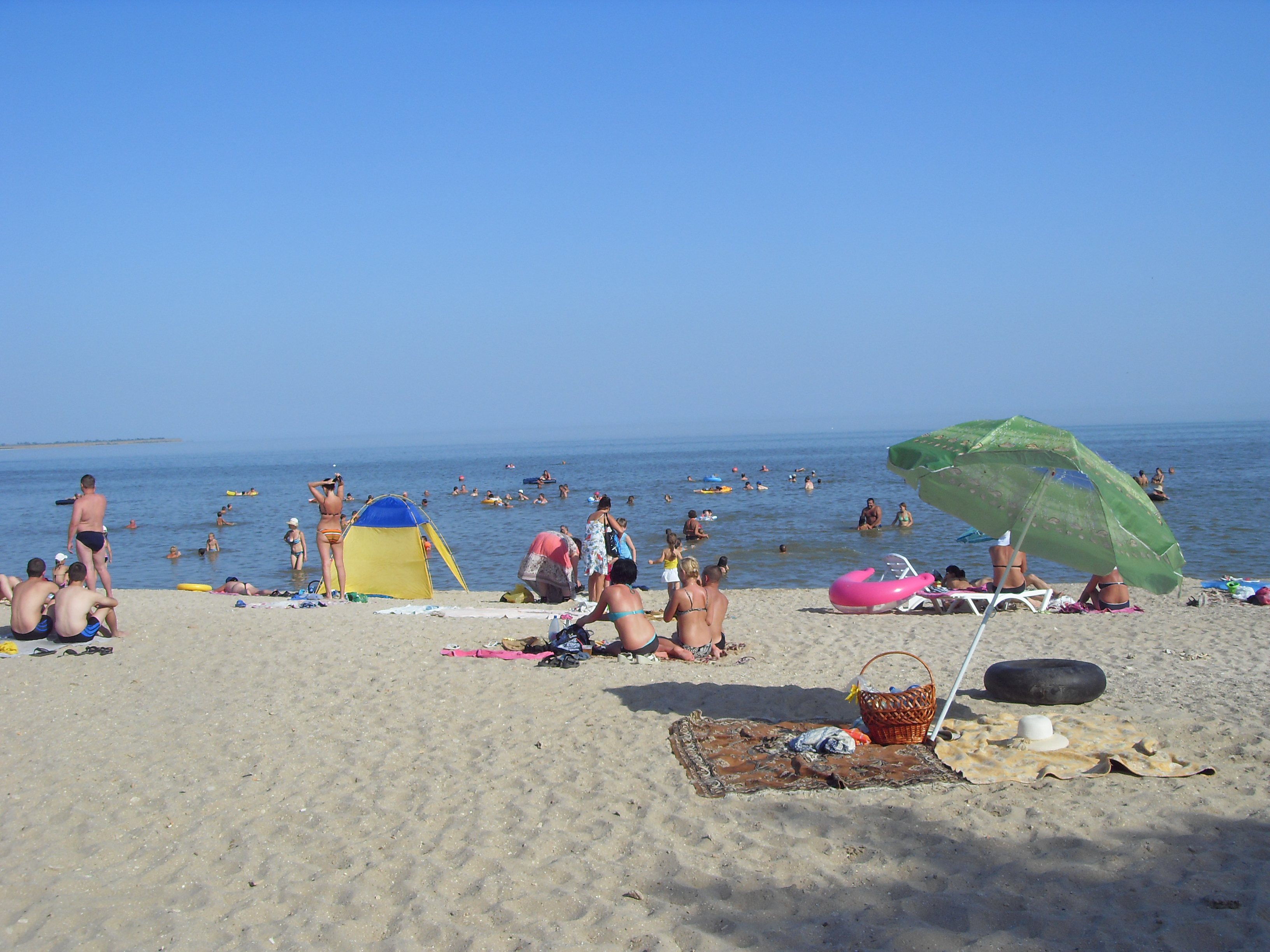
Пляж на Азовском море, Рожок, 2011 год

1,2 % от валового регионального продукта составляют доходы от туризма. Ростовская область обладает богатым историко-культурным наследием. Климатические условия Таганрогского залива создают благоприятные условия для развития санаторно-курортной индустрии. На Азовском море, на территории Таганрога, Азова, Азовского и Неклиновского районов расположено 10 санаториев (из 14 в Ростовской области). Сухой, жаркий климат региона благоприятен для лечения больных с туберкулёзом лёгких. Основу лечебных природных ресурсов в области составляют минеральные воды и лечебные грязи. Ростов-на-Дону, Константиновск станицы Старочеркасская, Романовская являются центрами круизного туризма Ростовской области на реке Дон.
Туристов привлекает большое разнообразие музеев, посвящённых истории донского казачества, становлению донского края, его культуре и искусству, а также музеи, связанные с пребыванием знаменитых деятелей: писателей А. П. Чехова и М. А. Шолохова, императора Александра I, атаманов М. И. Платова и М. Г. Хомутова. Многочисленные православные святыни: храмы, монастыри, мощи почитаемых Русской православной церковью святых, иконы, посещаются тысячами паломников ежегодно.
За летний сезон 2015 года Ростовскую область посетили около 120 тысяч туристов, из которых 2,8 тысячи — граждане зарубежных стран СНГ, 1 тысяча — туристы из стран вне СНГ. Гостиничный фонд в области по состоянию на 2013 год насчитывает 13 507 мест в 311 отелях.
В области разработана туристская программа «Серебряная подкова Дона» — туристский бренд Донского края, включающий познавательный, водный, экологический, сельский, этнографический и другие виды туризма.
«Серебряная подкова Дона» — это общее название нескольких маршрутов, соединяющих туристические центры Ростовской области. Выделено три маршрута — три подковы — Большая, Средняя и Малая:
- Большая подкова проходит через города — Таганрог — Ростов-на-Дону — Новочеркасск — Шахты — Белая Калитва — Каменск-Шахтинский — Миллерово — Вёшенская — Морозовск — Цимлянск — Романовская — Константиновск — Азов.
- Средняя подкова проходит через города — Таганрог — Ростов-на-Дону — Раздорская — Кочетовская — Семикаракорск — Весёлый — Пролетарск — Сальск — Целина — Зерноград — Азов.
- Малая подкова проходит через города — Таганрог — Танаис — Ростов-на-Дону — Аксай — Новочеркасск — Старочеркасск — Азов.

## Образование
По состоянию на 2000 год в Ростовской области было 1766 дошкольных образовательных учреждений, в которых воспитывалось 40 % дошколят, 1887 общеобразовательных школ, где обучались 618,9 тыс. учащихся (из них 91 — школы с углублённым изучением), 14 гимназий (обучались 11,8 тысяч учащихся), 21 лицей (7,2 тысяч учащихся), 19 частных школ (1,3 тысяч учащихся).
В 2016 году действующую лицензию имели 19 высших учебных заведений и 29 филиалов вузов.

### Научные и высшие учебные заведения
В Ростове-на-Дону
- Южный федеральный университет (ЮФУ)
- Южный научный центр РАН (ЮНЦ РАН)
- Ростовский государственный медицинский университет (РостГМУ)
- Ростовская государственная консерватория им. С. В. Рахманинова (РГК)
- Ростовский государственный университет путей сообщения (РГУПС)
- Северо-Кавказский научный центр высшей школы (СКНЦ ВШ). Сейчас в составе ЮФУ.
- Российская академия народного хозяйства и государственной службы при Президенте Российской Федерации (Южно-Российский институт управления). Бывший СКАГС
- Донской государственный технический университет (ДГТУ)
- Ростовский государственный экономический университет (РГЭУ, РИНХ)
- Ростовский юридический институт МВД России
- Институт водного транспорта имени Г. Я. Седова филиал ФГБОУ ВО «Государственный морской университет имени адмирала Ф. Ф. Ушакова»
- Ростовский институт (филиал) Всероссийского государственного университета юстиции (ВГУЮ)
- Частное образовательное учреждение высшего образования «Южный университет (Институт Управления, Бизнеса и Права)»
- Частное образовательное учреждение высшего образования «Ростовский институт защиты предпринимателя»
- Частное учреждение высшего образования «Южно-Российский гуманитарный институт»

В других городах области
- Инженерно-технологическая академия ЮФУ (ИТА ЮФУ, г. Таганрог)
- Таганрогский институт имени А. П. Чехова («ТИ имени А. П. Чехова» (филиал) ФГБОУ ВПО «РИНХ», г. Таганрог)
- Таганрогский институт управления и экономики (ТИУиЭ, г. Таганрог)
- Южно-Российский государственный политехнический университет (ЮРГПУ, г. Новочеркасск)
- Новочеркасский инженерно-мелиоративный институт имени А. К. Кортунова — филиал ДонГАУ (г. Новочеркасск)
- Донской государственный аграрный университет (ДонГАУ, п. Персиановский)
- Институт сферы обслуживания и предпринимательства (филиал) ДГТУ в г. Шахты
- Донецкий Институт управления бизнеса и права частного образовательного учреждения высшего образования «ЮЖНЫЙ УНИВЕРСИТЕТ (ИУБиП)» (г. Донецк, РО)
- Сальский Институт управления, бизнеса и права частного образовательного учреждения высшего образования «ЮЖНЫЙ УНИВЕРСИТЕТ (ИУБиП)» (г. Сальск)

Филиалы
- Ростовский-на-Дону филиал Всероссийского Государственного Института Кинематографии имени Сергея Апполинариевича Герасимова
- Ростовский филиал Московского государственного университета технологий и управления
- Ростовский филиал Российской Академии Правосудия
- Ростовский филиал Российского торгово-экономического университета
- Ростовский филиал Московского государственного технического университета гражданской авиации
- Ростовский филиал Санкт-Петербургского государственного университета культуры и искусств
- Ростовский филиал Российской таможенной академии
- Ростовский филиал Московской Финакадемии
- Волгодонский инженерно-технический институт (филиал) Национального исследовательского ядерного университета «Московский инженерно-физический институт» (МИФИ)
- Донской казачий государственный институт пищевых технологий и бизнеса (филиал МГУТУ)

## Достопримечательности
На территории области находится 8057 объектов археологического наследия федерального значения. К ним относятся Нижне-Гниловское городище и некрополь,
Фрагменты стены Генуэзской крепости XIV века, археологический музей-заповедник «Танаис», множество Курганных могильников и некрополей.
В августе 2018 года во время раскопок при подготовке к строительству дороги в обход города Аксая было обнаружено захоронение, относящееся, предположительно, к IV тысячелетию до н. э. Были найдены оригинальные каменные конструкции в виде подземных камер-катакомб, сосуды, элементы конских уздечек — символы коня, верного спутника кочевников, медные орудия, которые могут свидетельствовать о захоронении людей с высоким социальным статусом.
С 2002 года в Ростовской области проходят единственные в стране гонки на тракторах «Бизон-Трек-Шоу». В уникальных соревнованиях принимают участие механизаторы сельхозпредприятий из России и зарубежья. За минувшее время гонки на тракторах стали настоящим спортивным праздником работников сельского хозяйства.

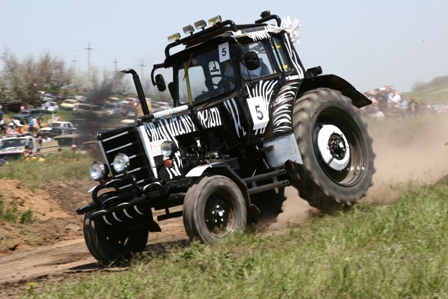
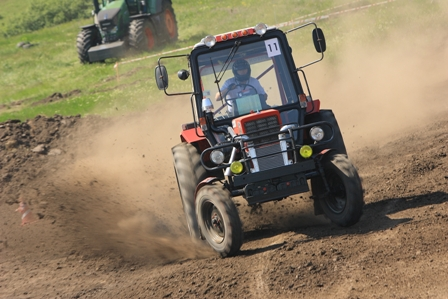

## Театры
- Ростовский театр драмы имени М. Горького
- Ростовский государственный музыкальный театр
- Ростовский государственный театр кукол
- Ростовский областной академический молодёжный театр (бывший Ростовский театр юного зрителя)
- Таганрогский ордена Почёта драматический театр имени А. П. Чехова, г. Таганрог
- Волгодонский молодёжный драматический театр
- Донской театр драмы и комедии имени В. Ф. Комиссаржевской (Казачий драматический театр) г. Новочеркасск
- Шахтинский драматический театр, г. Шахты
- Новошахтинский драматический театр, г. Новошахтинск

## Музеи
В Ростове-на-Дону
- Ростовский областной музей краеведения
- Ростовский областной музей изобразительных искусств
- Музей современного изобразительного искусства на Дмитровской
- Музей русско-армянской дружбы
- Ростовский музей военной истории, г. Ростов-на-Дону, (Будённовский пр., 22.)
- Музей Северо-Кавказской железной дороги
- Центр современного искусства «Табачная фабрика»

В Таганроге
- Музей «Градостроительство и быт г. Таганрога» (Дом Шаронова, 1912 г.), город Таганрог (ул. Фрунзе, 80)
- Литературный музей А. П. Чехова, (здание бывшей мужской классической гимназии, в которой учился А. П. Чехов) город Таганрог, (ул. Октябрьская, 9)
- Музей «Домик А. П. Чехова» (Дом в котором родился и жил в 1860—1863 гг. А. П. Чехов), город Таганрог, (ул. Чехова, 69)
- Музей «Лавка Чеховых» (Дом Моисеева, в котором жил в 1869—1874 гг. А. П. Чехов), город Таганрог, (ул. Александровская, 100)
- Музей «Дом П. Е. Чехова, где в 1874-79 г.г. жил А. П. Чехов», город Таганрог, (ул. Розы Люксембург, 77)
- Музей Фаины Раневской, город Таганрог, (ул. Фрунзе, 10)
- Музей А. А. Дурова, город Таганрог, (пер. А. Глушко, 44)
- Музей писателя И. Д. Василенко, город Таганрог, (ул. Чехова, 88)
- Таганрогский художественный музей, город Таганрог, (ул. Александровская, 54 и пер. Лермонтовский, 22)
- Таганрогский военно-исторический музей, город Таганрог, (ул. Адмирала Крюйса, 20б)

В других населённых пунктах области
- Археологический музей-заповедник «Танаис», хутор Недвиговка
- Донской военно-исторический музей, хутор Недвиговка
- Народный военно-исторический музейный комплекс Великой Отечественной войны «Самбекские высоты», село Самбек
- Новочеркасский музей истории Донского казачества, город Новочеркасск
- Азовский историко-археологический и палеонтологический музей-заповедник, город Азов
- Сальский художественный музей имени народного художника В. К. Нечитайло, город Сальск
- Волгодонский художественный музей, город Волгодонск
- Волгодонский эколого-исторический музей, город Волгодонск
- Гуковский музей шахтёрского труда, город Гуково
- Раздорский этнографический музей-заповедник, станица Раздорская
- Дом-музей С. М. Будённого, станица Будённовская
- Государственный музей-заповедник М. А. Шолохова, станица Вёшенская
- Аксайский военно-исторический музей, город Аксай
- Шахтинский краеведческий музей, город Шахты
- Музей «Легенды СССР», город Каменск-Шахтинский